# (7283) 1989 TX15
A (7283) 1989 TX15 a Naprendszer kisbolygóövében található aszteroida. Henri Debehogne fedezte fel 1989. október 4-én.